# Чёрная, Галина Михайловна
Гали́на Миха́йловна Чёрная (укр. Галина Михайлівна Чорна; в девичестве — Мыць (укр. Миць); род. 18 ноября 1967, село Белый Камень, Золочевский район, Львовская область, УССР, СССР) — украинский политический деятель, народный депутат Верховной рады Украины VII созыва, представитель фракции Всеукраинского объединения «Свобода».

## Биография
В школьные годы будущий депутат обучалась в музыкальной школе и художественной студии. В 1980 году (так указано на сайте ВО «Свобода») Чёрная окончила среднюю школу № 2 города Золочева с золотой медалью, а в 1990 году — факультет журналистики Львовского государственного университета имени Ивана Франко.
В 1992—2002 годах Чёрная работала в западноукраинской общественно-политической газете «Молодая Галичина» — сперва корреспондентом, а затем заведующей отделом социально-экономических проблем; в 2002—2008 годах она прошла аналогичный путь, работая в издании «Высокий замок». В годы работы в обеих газетах Чёрная печаталась и во многих других изданиях — как украинских, так и зарубежных. В феврале 2006 года она была назначена главным редактором журнала Всеукраинского объединения «Свобода», членом которого стала ещё за год до того.
В октябре 2010 года Чёрная стала депутатом Львовского областного совета от ВО «Свобода». В 2012 году заняла должность заместителя директора фирмы «СТО-ВП Плюс». В октябре того же года она была выбрана народным депутатом Верховной рады Украины по многомандатному избирательному округу как представитель ВО «Свобода». В 2014 году Чёрная покинула пост заместителя директора «СТО-ВП Плюс» и 9 апреля того же года принесла присягу народного депутата Украины в ходе очередного парламентского заседания.